# Scirpophaga
Scirpophaga är ett släkte av fjärilar. Scirpophaga ingår i familjen Crambidae.

## Bildgalleri

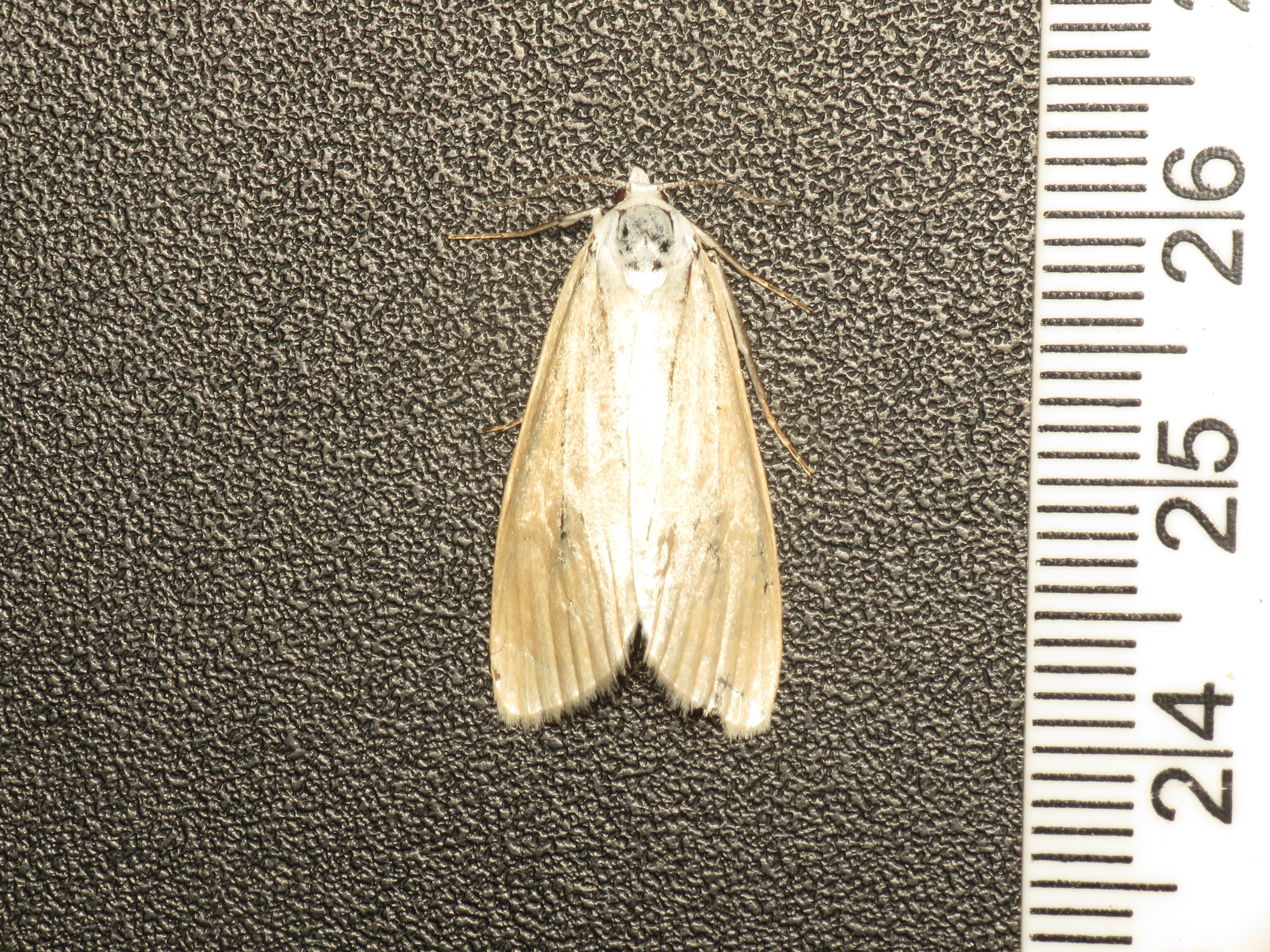
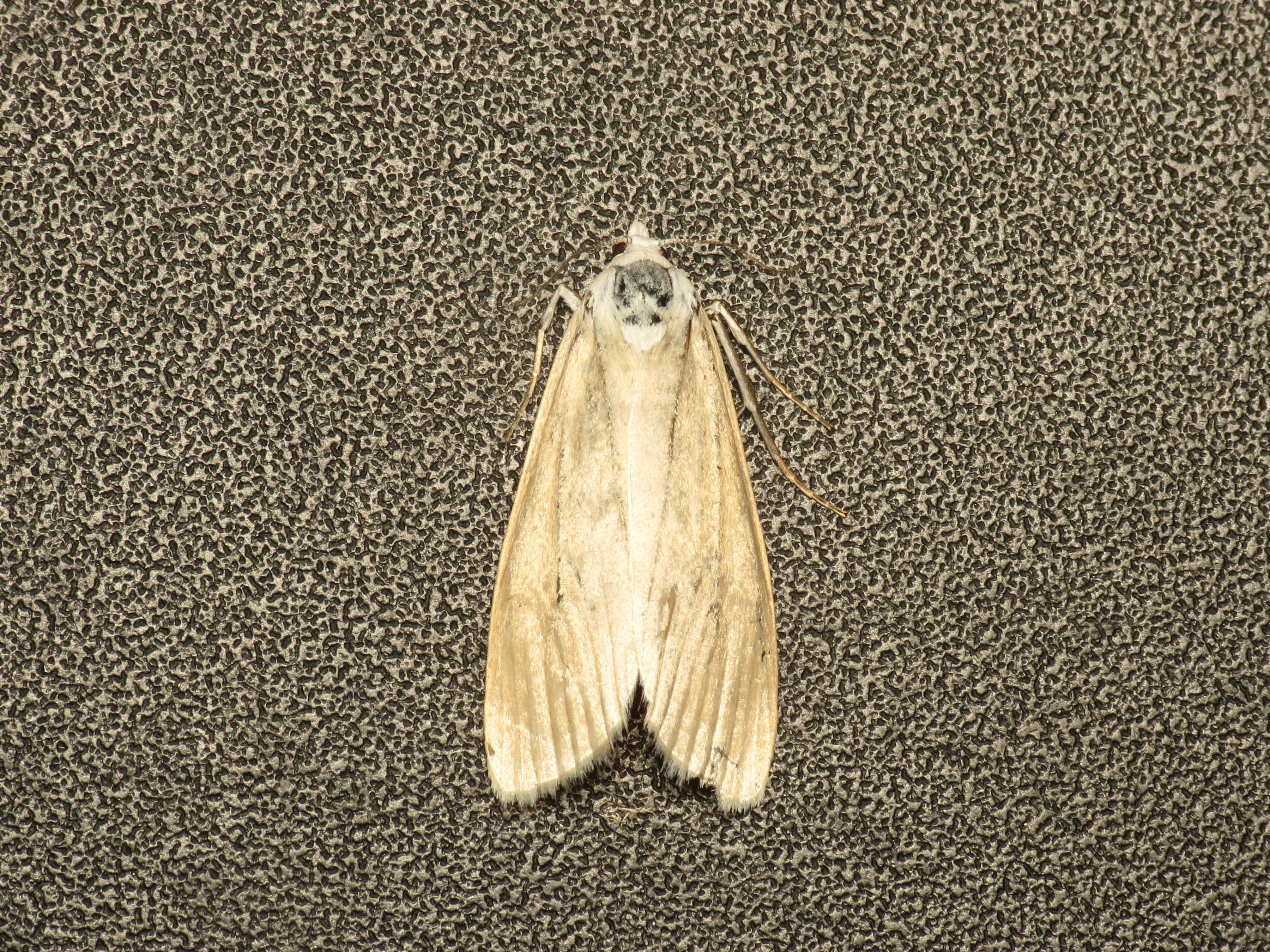
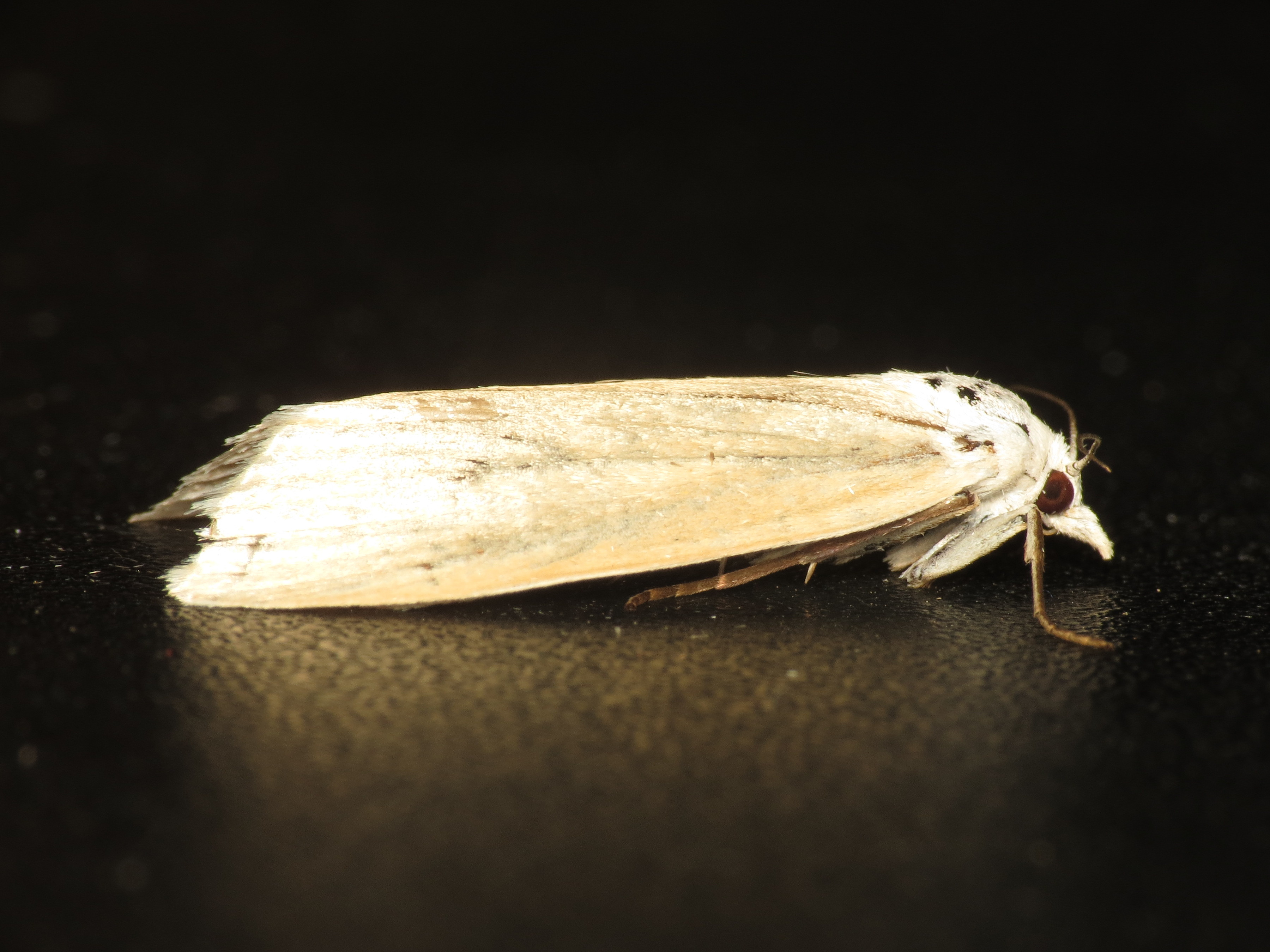

## Dottertaxa tillScirpophaga, i alfabetisk ordning[1]
- Scirpophaga admotella
- Scirpophaga alba
- Scirpophaga auriflua
- Scirpophaga auristrigellus
- Scirpophaga aurivena
- Scirpophaga bipunctatus
- Scirpophaga bipunctifera
- Scirpophaga bisignatus
- Scirpophaga bradleyi
- Scirpophaga brunnealis
- Scirpophaga brunnescens
- Scirpophaga butyrota
- Scirpophaga celidias
- Scirpophaga chrysorrhoa
- Scirpophaga cinerea
- Scirpophaga costalis
- Scirpophaga dubia
- Scirpophaga euclastalis
- Scirpophaga excerptalis
- Scirpophaga flavidorsalis
- Scirpophaga fusciflua
- Scirpophaga gilviberbis
- Scirpophaga goliath
- Scirpophaga gotoi
- Scirpophaga gratiosellus
- Scirpophaga grisea
- Scirpophaga helodes
- Scirpophaga humilis
- Scirpophaga imparellus
- Scirpophaga incertulas
- Scirpophaga innotata
- Scirpophaga intacta
- Scirpophaga khasis
- Scirpophaga kumatai
- Scirpophaga latidactyla
- Scirpophaga limnochares
- Scirpophaga lineata
- Scirpophaga macrostoma
- Scirpophaga magnella
- Scirpophaga marginepunctellus
- Scirpophaga melanoclista
- Scirpophaga melanostigmus
- Scirpophaga minutellus
- Scirpophaga monostigma
- Scirpophaga nepalensis
- Scirpophaga nivella
- Scirpophaga occidentella
- Scirpophaga ochritinctalis
- Scirpophaga ochroleuca
- Scirpophaga parvalis
- Scirpophaga percna
- Scirpophaga phaedima
- Scirpophaga phantasmatella
- Scirpophaga phantasmella
- Scirpophaga praelata
- Scirpophaga punctellus
- Scirpophaga quadripunctellifera
- Scirpophaga rhodoproctalis
- Scirpophaga serenus
- Scirpophaga sericea
- Scirpophaga subcervinellus
- Scirpophaga subumbrosa
- Scirpophaga terrella
- Scirpophaga tongyaii
- Scirpophaga whalleyi
- Scirpophaga virginia
- Scirpophaga xantharrenes
- Scirpophaga xanthogastrella
- Scirpophaga xanthopygata